# Distathma afghanator
Distathma afghanator är en stekelart som först beskrevs av Aubert 1974.  Distathma afghanator ingår i släktet Distathma och familjen brokparasitsteklar. Inga underarter finns listade i Catalogue of Life.